# Patrinia monandra
Patrinia monandra là một loài thực vật có hoa trong họ Kim ngân. Loài này được C.B. Clarke mô tả khoa học đầu tiên năm 1881.